# رشته‌کوه واخان

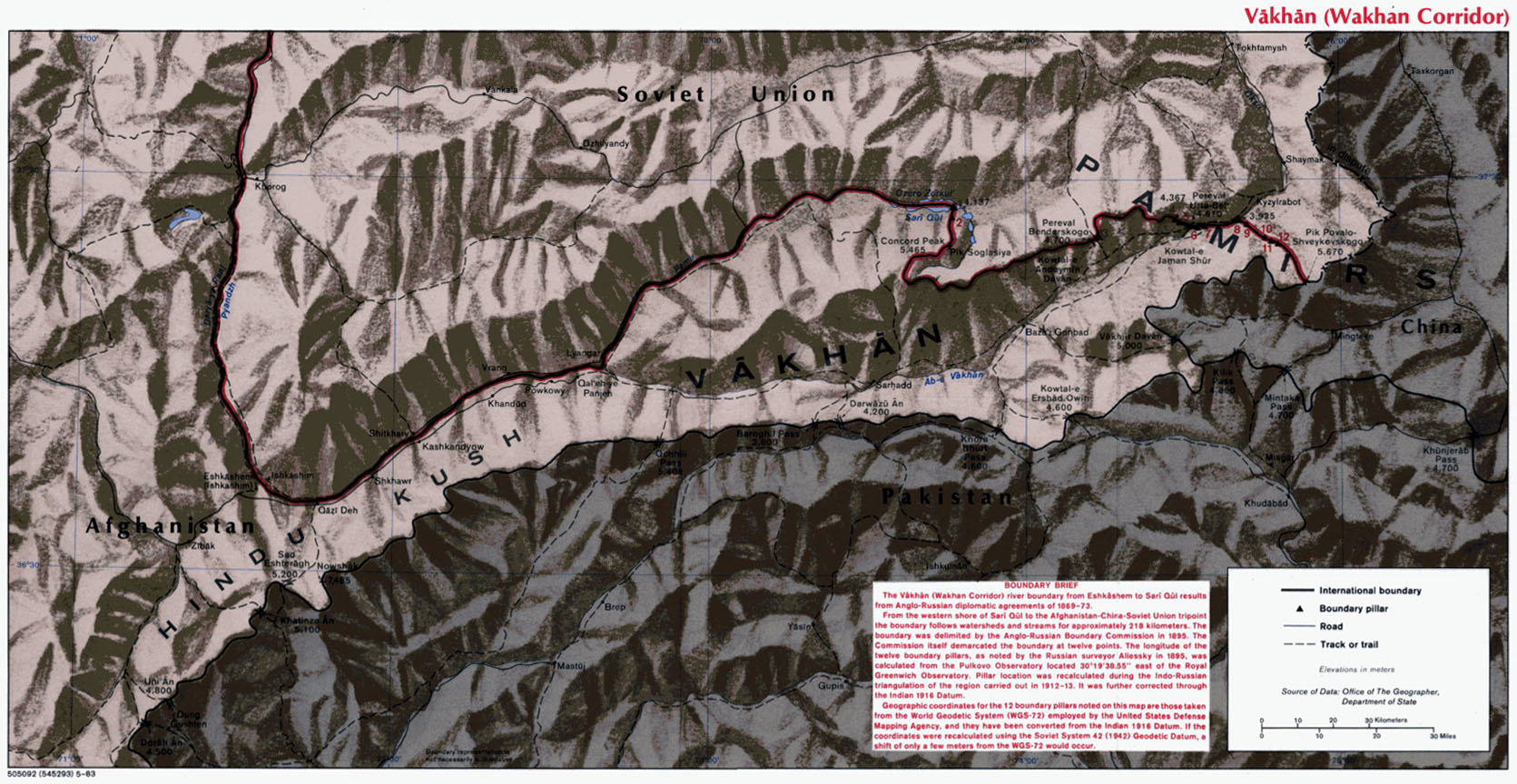
رشته‌کوه واخان در افغانستان و تاجیکستان

کوه واخان رشته‌کوهی است بین پامیر خورد و پامیر کلان در کشورهای افغانستان و تاجیکستان که از استقامت شمال به جنوب و سپس به سمت غرب امتداد یافته است. بلندترین قله آن ۵۴۶۵ متر از سطح دریا ارتفاع دارد.
این رشته‌کوه بزرگترین یخچال های بزرگ دنیا را دارد. یخچال فیبت شینکو که دارای ۷۵ کیلومتر طول و ۶۰۰ متر ضخامت میباشد دومین یخچال بزرگ دنیا است. راه های کاروان رو که پامیر خورد را به پامیر کلان متصل میسازد از گذرگاه های این رشته‌کوه عبور می نماید. مشهورترین گذرگاه ها (کوتل)های آن قرار ذی است:
1. کوتل ورم
2. کوتل اندیمن
3. کوتل برگد
4. کوتل چمن

جهیل زرکول یا ویکتوریا در قسمت شمالی این کوه واقع است که منبع رود واخان را تشکیل میدهد. در مجاورت و اطراف این کوه چراگاه های زیادی وجود دارد که مورد استفاده مردم پامیر و واخان می باشد.